# 李馨巧
李馨巧（英語：Crystal Lee，2003年5月26日—），马来西亚华裔童星，能说的语言包括英语、华语、粤语、马来语、日语。五歲参加“美国国际儿童音乐节”後，拍攝廣告出道。2013年凭电影《激战》的角色，获得第16届上海国际电影金爵奖最佳女演员奖。

## 童年經歷
李馨巧于2003年5月26日出世，生於吉隆坡一个华裔商人家庭，是家中的独生女。4岁半时，妈妈把她送进了音乐培训班。
半年后，李馨巧如愿参加“美国国际儿童音乐节”，并捧回了铜质奖杯和获奖证书。因长相乖巧可爱，歌声灵动悦耳，开始在马来西亚登台歌唱，并接拍了人生中第一个大牌童装广告，然后又演起首部电视剧《谈谈情，舞舞狮》。李馨巧比起同龄的儿童忙碌，小小年纪便跨足广告、配音、主持及唱歌事业，许多时间都是用在工作上，没有时间玩乐和享受童年时光。她的母亲为此充当女儿的「经理人」，一手包办照顾女儿的起居饮食，甚至充当女儿的专属补习老师。
李馨巧曾经因拍戏而旷课3至4个月，也曾有被不知道她是演员身份的新任老师质问她为何经常旷课不上学。但因为她每次都带上好几本书籍前往工作场景阅读，其母亲也很注重培养她的学业知识，在空档时期都会陪她温习，以确保她的学业不因为拍戏而受到影响。
出道3年，她先后扮演了《足印》中的小严莉、《罪爱》中的童年阿迪、《美丽女人心》中的阿Girl、《天天好天》中的Joey，并接拍了10多部广告，不仅成了大马著名的童星，还被评为马来西亚国家图书馆阅读大使。
2011年，年仅8岁的李馨巧出演马来西亚电视剧《足印》饰演的童真搞怪的小严莉给许许多多的大马人留下了深刻印象，她也在大马一炮走红，成为马来西亚人人皆知的小童星。同年，香港导演林超贤前往马来西亚拍摄电影《逆战》时，李馨巧首次受邀跟中国电影人合作，在片中扮演万阳（谢霆锋饰）的女儿万长胜。她扮演的万长胜虽身患天花且惨遭浸海但可爱乖巧，给观众留下了深刻印象，成攻使她进军海外演艺界。
2012年，李馨巧凭借电视剧《足印》获得了第2届金视奖最佳新晋演员。同年7月，李馨巧入选大马记录大会颁发大马「最年轻演员提名金马奖纪录」。
2013年5月，李馨巧前往中国大陆参加湖南金鹰卡通卫视的少儿歌唱节目《中国新声代》 ，展现出除了演技外，其歌喉也一样精湛，以一首《PRICE TAG》获得评委们一致好评。同年，李馨巧凭借《激战》获得多个海内外影视奖项。包括《第50届金马奖》及2014年《香港电影金像奖》，皆获最佳女配角提名，其中最著名的奖项是2013年6月23日第16届上海国际电影节金爵奖，获得最佳女演员奖，也成为金爵奖史上年龄最小的影后。李馨巧也凭着《激战》所获得的奖项记录，再次入选大马记录大会，获颁发「大马最年幼影后奖纪录」。
2014年7月17日，马来西亚航空客机MH17由荷兰阿姆斯特丹飞往马来西亚吉隆坡途中，在乌克兰东部被导弹击落坠毁，机上298名乘客及机组人员全数罹难，震惊全球。7月19日，经常乘搭飞机前往各地拍戏的李馨巧被媒体访问时，她表示对MH17的遇难者感到伤心，但不担心乘搭飞机，也无惧再坐马航。
2016年，李馨巧在拍完电影《惊心破》后，决定暂别影坛专心读书。她偶尔也会參加一些慈善演出，而把演戲視為興趣的她表示，若有遇到好的演出機會，還是會參與，且有把握能夠同時兼顧課業。

## 出演作品

### 电视剧
| 上映年度 | 剧名               | 角色           | 备注           |
| -------- | ------------------ | -------------- | -------------- |
| 2009     | 《谈谈情，舞舞狮》 |                |                |
| 2011     | 《足印》           | 嚴莉（童年）   |                |
| 2011     | 《罪爱》           | 杨伟豪（童年） | 杨伟豪又名阿迪 |
| 待播     | 《皮皮鲁和鲁西西》 |                |                |

### 电影
| 上映年度 | 電影名             | 角色   | 备注 |
| -------- | ------------------ | ------ | ---- |
| 2011     | 《天天好天》       | Joey   |      |
| 2012     | 《逆戰》           | 萬長勝 |      |
| 2013     | 《激戰》           | 梁佩丹 |      |
| 2013     | 《哥妹俩之惊历48》 | 吴好彩 |      |
| 2013     | 《逃出生天3D》     | 琳琳   |      |
| 2015     | 《甲洞2》          | 晶晶   |      |
| 2015     | 《华Xiao英雄》     |        |      |
| 2016     | 《驚心破》         | 琪琪   |      |

## 奖项及提名
| 獲獎年份 | 獎項                 | 類別             | 作品         | 結果 |
| -------- | -------------------- | ---------------- | ------------ | ---- |
| 2012年   | 第2届大馬NTV7金視獎  | 最佳新晋演员     | 《足印》     | 獲獎 |
| 2013年   | 第16屆上海国际电影节 | 金爵獎最佳女演員 | 《激戰》     | 獲獎 |
| 2013年   | 第1屆金箏獎          | 最佳女配角       | 《天天好天》 | 提名 |
| 2013年   | 第50屆金馬獎         | 最佳女配角       | 《激戰》     | 提名 |
| 2013年   | 第56屆亞太影展       | 最佳女配角       | 《激戰》     | 提名 |
| 2014年   | 第33屆香港電影金像獎 | 最佳女配角       | 《激戰》     | 提名 |

## 外部連結
- 李馨巧的Facebook專頁
- 李馨巧的X（前Twitter）
- 李馨巧的Instagram帳戶
- 李馨巧的新浪微博